# Judith Miller (filósofa)
Judith Miller Antibes, 3 de julio de 1941 - París, 7 de diciembre de 2017) fue una psicoanalista y filósofa francesa. 

## Biografía
Hija del psicoanalista Jacques Lacan y de la actriz cómica Sylvia Bataille, aunque esta mantuvo el apellido del escritor Georges Bataille del que se separó en 1934. Judith llevó el nombre de Lacan hasta 1966 cuando adoptó el de su nuevo marido, el psicoanalista Jacques-Alain Miller.
Hizo sus estudios secundarios en la escuela Sévigné, luego quedó primera de la promoción de filosofía y dio clases en el Centro Universitario de Vincennes.
Miembro del movimiento maoísta Izquierda Proletaria, fue una gran aficionada a la provocación lo que le llevó a ser excluida de la universidad tras la publicación de una entrevista en L'Express en 1970, donde declaró: Me esforzaré para que funcione cada vez peor. Regresó a la universidad en 1981, cuando de la llegada de la izquierda al poder.
Colaboró en particular con los Cahiers pour l'analyse y fue reconocida en la Escuela de la causa freudiana, fundada por su marido, y fue redactora de Terre du CIEN, la revista del Centro interdisciplinario sobre la infancia.
Muy cercana a su padre con el que se tenían verdadera adoración. En 1991, publicó un álbum de fotografías titulado Visages de mon père, que recorre la vida de Lacan a través de fotografías en blanco y negro.